# العلاج التحفيزي المعزز
العلاج التحفيزي المعزز ( MET ) هو تكيف محدود زمنيًا من أربع جلسات يستخدم في Project MATCH، وهي دراسة تمولها الحكومة الأمريكية لعلاج مشاكل الكحول، و «فحص المشروبات الكحولية»، والتي توفر ردود فعل معيارية ويستكشف دافع العميل للتغيير في ضوء التعليقات. إنه تطور للمقابلات التحفيزية والعلاج التحفيزي . يركز على علاج إدمان الكحول والمواد الأخرى. لا يتمثل الهدف من العلاج في توجيه المريض خلال عملية التعافي، ولكن لجلب التغيير الداخلي. تتكون الطريقة من عنصرين: جلسة مجموعة التقييم الأولي، وجلستين إلى أربع جلسات علاجية فردية مع معالج. خلال الجلسة الأولى، يقوم الأخصائي بتحفيز المناقشة حول تجارب المريض مع تعاطي المخدرات ويستنبط بيانات تحفيزية ذاتية من خلال تقديم تعليقات للتقييم الأولي. يتم استخدام مبادئ MET لزيادة الدافع ووضع خطة لمزيد من التغيير ؛ كما يتم عرض استراتيجيات المواجهة والتحدث عنها مع المريض. تتم مراقبة التغييرات في سلوك المريض ومراجعة استراتيجيات الإقلاع المستخدمة من قبل المعالج في الجلسات اللاحقة، حيث يتم تشجيع المرضى على الاستمرار في الامتناع والتقدم. 

## معالجة
العلاج التعزيزي التحفيزي هو إستراتيجية علاجية تتضمن مجموعة متنوعة من المقابلات التحفيزية لتحليل الملاحظات المكتسبة من جلسات العميل. تم إنشاء المقابلات التحفيزية بواسطة وليام ميلر وستيفن رولينك بناءً على تجاربهم في علاج الأشخاص الذين يشربون الخمر . تستند فكرة المقابلات التحفيزية على إشراك العميل لمتابعة تغيير السلوك. تدور الطريقة حول تحديد الهدف، بمساعدة المستشار للمساعدة في توجيه العميل إلى هذا الهدف المحدد. تطور مفهوم المقابلات التحفيزية في وقت لاحق إلى العلاج التحفيزي المعزز. الهدف من هذا العلاج هو المساعدة في قيادة العميل لتحقيق الأهداف التي وضعها لنفسه. هدفها هو تزويد العميل بفرصة تطوير التركيز في حياته، بخلاف إدمانه.

## العملاء
المدمنون هم أحد السكان الأساسيين الذين يساعدهم العلاج التعزيزي التحفيزي. يعمل المعالج بشكل وثيق مع العميل للمساعدة في خلق رغبة داخلية لمحاربة إدمانهم. على عكس برامج العلاج أو الاستشارة الأخرى التي تقدم عملية خطوة بخطوة، يركز برنامج MET على إحداث تغيير داخلي. تتكون جلسة العلاج النموذجية من تقييم أولي، وجلستين إلى أربع جلسات علاجية مع المعالج. في الجلسة الأولى، يجري المعالج مناقشة حول استخدام العميل للمواد المخدرة. يشجعون على استخدام عبارات التحفيز الذاتي من خلال المقابلات التحفيزية. في هذه الجلسة الأولى يتم وضع خطة للتغيير بين المعالج والعميل. تستند الجلسات التالية حول تحقيق تلك الخطة.
أصبح MET فعالاً بشكل متزايد. نظرًا لأنه متجذر في فكرة التحفيز الذاتي، فإن أولئك الذين يطلبون المساعدة يريدون ذلك حقًا. ومن المعروف أيضًا من قبل المعهد الوطني لإدمان الكحول وإدمانه (NIAAA) أنه أحد أكثر الطرق المتاحة فعالية من حيث التكلفة.

## المكونات الرئيسية
هناك 5 مكونات رئيسية للعلاج التحفيزي المعزز:
- التعبير عن التعاطف - تبدأ الثقة بين العميل والمعالج في الاجتماع الأول وتؤسس إحساسًا بالتماسك.
- تطوير التناقض - يناقش العملاء أهدافهم الشخصية مع معالجهم. يدرك المعالج المسافة التي سيتعين عليهم قطعها لتحقيق هذه الأهداف.
- تجنب الجدل - لن يتم بدء الحجج أو المشاركة فيها. يعطي المعالجون للعميل ردود فعل إيجابية وليس سلبية.
- التدحرج مع المقاومة - نظرًا لوجود مقاومة من نوع ما، تشجع MET المعالج والعميل على «التعامل مع» هذه المقاومة.
- دعم الكفاءة الذاتية - يتم تعريف الكفاءة الذاتية على أنها الطريقة التي ينظر بها الناس إلى كفاءاتهم الخاصة ويحققون أهدافهم الخاصة. يشجع المعالجون العملاء على إدراك أنهم قادرون على العديد من الأشياء، بما في ذلك امتلاك القوة للتخلي عن الكحول.